# Antonio Boroni
Antonio Boroni (o Borroni, Buroni, Burroni, Baroni) (Roma, 1738 – Roma, 21 dicembre 1792) è stato un compositore italiano.

## Biografia
Dopo aver appreso i primi rudimenti musicali da Padre Martini a Bologna, entrò nel 1757 al Conservatorio della Pietà dei Turchini di Napoli, dove studiò sotto l'insegnamento di Lorenzo Fago e Girolamo Abos. Nel 1758 tornò a Roma per dare lezioni di musica al giovane Muzio Clementi, il quale era suo parente. Debuttò come compositore d'opere durante il Carnevale del 1761 a Senigallia con il Demofoonte, il quale fu ripreso nella stessa stagione dell'anno successivo al Teatro Dolfin di Treviso e a Vicenza. Quindi dal 1763 al 1766 fu attivo a Venezia per mettere in scena i suoi lavori operistici. Nell'autunno del 1766 lasciò la città lagunare per la volta di Praga e di Dresda, al fine di rappresentare altre sue opere. Rientrò a Venezia nel 1769, ma l'anno successivo fu di nuovo in viaggio per l'Europa. Fu a Stoccarda il 4 maggio 1770, dove prese il posto di maestro di cappella, succedendo così a Niccolò Jommelli. Ivi vi rimase fino al 1777, anno in cui decise di ritornare alla città natale. Il 21 marzo 1778 fu nominato maestro di cappella della Basilica di San Pietro, nel 1782 della chiesa di San Luigi dei Francesi e nel 1790 a Sant'Apollinare, la chiesa del Collegio Germanico.

## Considerazioni sull'artista
Boroni non fu un compositore prolifico, come ad esempio i coevi Piccinni e Anfossi, ma ci lasciò degli apprezzabili drammi giocosi, come L'amore in musica e Il Carnevale, che nel suo tempo ebbero molto successo. La loro melodia e il loro elegante ritmo seguono i dettami della scuola napoletana, ma con un leggero influsso di quella veneziana.

## Composizioni

### Opere
Sono note 20 opere di Boroni; l'anno e la città si riferiscono alla prima rappresentazione.
- Demofoonte (dramma per musica, libretto di Pietro Metastasio, 1761, Senigallia)
- La moda (dramma giocoso, libretto di Pietro Cipretti, 1761, Torino)
- L'amore in musica (dramma giocoso, libretto di Francesco Griselini, 1763, Teatro San Moisè di Venezia) - revisione del materiale a cura di Ciro Roberto Passilongo
- La pupilla rapita (dramma giocoso, 1763, Venezia)
- Sofonisba (dramma per musica, libretto di Mattia Verazi, 1764, Venezia)
- Siroe, re di Persia (dramma per musica, libretto di Pietro Metastasio, 1764, Venezia)
- Le villeggiatrici ridicole (dramma comico, libretto di Antonio Bianchi, 1765, Venezia)
- La notte critica (dramma giocoso, libretto di Carlo Goldoni, 1766, Venezia)
- Artaserse (dramma per musica, libretto di Pietro Metastasio, 1767, Praga)
- Didone (dramma per musica, libretto di Pietro Metastasio, 1768, Praga)
- Il carnevale (dramma giocoso, libretto di Pietro Chiari, 1769, Dresda)
- Le orfane svizzere (dramma giocoso, libretto di Pietro Chiari, 1770, Venezia)
- Le contadine furlane (dramma giocoso, libretto di Pietro Chiari, 1771, Teatro San Moisè di Venezia)
- La gara de' numi nel tempio d'Apollo (1772, Stoccarda)
- L'amour fraternel (opéra comiques, 1774-1775, Stoccarda)
- Le déserteur (opéra comiques, 1774-1775, Stoccarda)
- Zémire et Azor (opéra comiques, 1774-1775, Stoccarda)
- L'isola disabitata (intermezzo, libretto di Pietro Metastasio, 1775, Stoccarda)
- L'orfana perseguita (dramma giocoso, libretto di Pietro Chiari, 1777, Vienna)
- Enea nel Lazio (dramma per musica, libretto di Vittorio Amedeo Cigna-Santi, 1778, Roma)

### Altre composizioni
- Numerose messe e mottetti
- Qui retribuam Domino per 2 voci e organo
- Verbum caro per 2 voci e organo
- Ode in sei ode di Oratio (1775 ca.)
- Sinfonia in re maggiore per 2 corni, 2 oboi, 2 violini, viola e basso (1772)
- Overtura in re maggiore
- Concerto in sol maggiore per flauto principale, 2 violini, 2 oboi, 2 corni, viola e basso